# Henry Wadsworth Longfellow
Henry Wadsworth Longfellow (27. února 1807, Portland, Maine, USA – 24. března 1882, Cambridge, Massachusetts) byl americký básník, mezi jehož díla patří Paul Revere's Ride, A Psalm of Life, The Song of Hiawatha a Evangeline. Je také autorem prvního amerického překladu Dantovy Božské komedie a jedním ze členů literární skupiny známé pod názvem Fireside Poets.

## Vodopády Minehaha

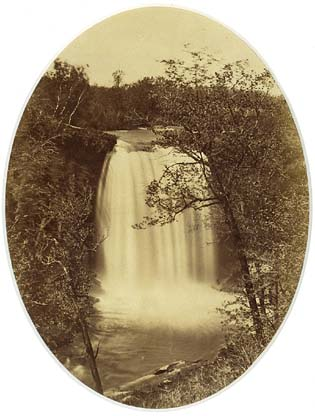
Alexander Hessler: Snímek vodopádů Minehaha v Minnesotě, který údajně inspiroval básníka Henryho Wadswortha Longfellowa k napsání jeho slavné Písně o Hiawathovi

Za zmínku stojí snímek vodopádů Minehaha (Minnehaha Falls) amerického fotografa Alexandra Hesslera, který údajně básníka inspiroval k napsání jeho známé Písni o Hiawathovi.
Snímek vznikl během zakázky pro Harper’s Traveler’s Guide v padesátých letech 19. století, když pořizoval krajinářské daguerrotypické snímky řeky Mississippi od města St. Paul až po Galenu v Illinois. Za jediný den v srpnu 1851, Hessler a jeho asistent Joel E. Whitney, pořídili 85 pohledů z Minnesoty, včetně vodopádu Minnehaha. Snímek se dostal do Hesslerovy galerie v Chicagu, kde jej zakoupil George Sumner jako dárek pro svého bratra a senátora Charlese Sumnera z Massachusetts, ten jej ukázal svému příteli básníkovi Henrymu Wadsworthovi Longfellowi, který se tímto obrázkem inspiroval ke známé písni „The Song of Hiawatha.“ Oba dva – básník i fotografie – se stali velmi populární, další fotografové cestovali k těmto vodopádům a Hessler kopíroval původní daguerrotypii a prodával ji jako papírové výtisky.

## Dílo
- Píseň o Hiawathovi (The Song of Hiawatha, 1855) – epos, který čerpá ze starých indiánských pověstí
- Španělský student: dramatická báseň (česky 1916) Dostupné online